# Lista över småplaneter (10001–10500)
Detta är en lista över numrerade småplaneter, nummer 10001–10500.
|     | 10000          | 10100           | 10200            | 10300         | 10400            |
| --- | -------------- | --------------- | ---------------- | ------------- | ---------------- |
| 1   | Palermo        | Fourier         | Korado           | Kataoka       | Masakoba         |
| 2   | Bagdasarian    | Digerhuvud      | Mioaramandea     | 1989 ML       | 1997 VS5         |
| 3   | Caryhuang      | Jungfrun        | Flinders         | Fréret        | Marcelgrün       |
| 4   | Igormakarov    | Hoburgsgubben   | Turing           | Iwaki         | McCall           |
| 5   | Chernega       | Holmhällar      | Pokorný          | Grignard      | Yoshiaki         |
| 6   | Sessai         | Lergrav         | 1997 PC2         | Pagnol        | 1997 WZ29        |
| 7   | Malytheatre    | Kenny           | Comeniana        | 1990 QX1      | 1997 WS32        |
| 8   | Raisanyo       | Tomlinson       | Germanicus       | 1990 QC3      | 1997 WL44        |
| 9   | Hirosetanso    | Sidhu           | Izanaki          | 1990 QC6      | 1997 WP44        |
| 10  | Rudruna        | Jameshead       | Nathues          | Delacroix     | Yangguanghua     |
| 11  | Avidzba        | Fresnel         | La Spezia        | Fantin-Latour | 1997 XO11        |
| 12  | Tmutarakania   | Skookumjim      | 1997 RA7         | 1990 QT9      | Tsukuyomi        |
| 13  | Stenholm       | Alantitle       | Koukolík         | Vanessa-Mae   | Pansecchi        |
| 14  | Shaim          | Greifswald      | 1997 RT9         | 1990 RF       | 1998 QJ37        |
| 15  | Valenlebedev   | 1992 SK         | Lavilledemirmont | Brewster      | Mali Lošinj      |
| 16  | Yugan          | Robertfranz     | Popastro         | Williamturner | Kottler          |
| 17  | Jaotsungi      | Tanikawa        | Richardcook      | 1990 SA15     | 1998 WA23        |
| 18  | Lykawka        | Jiwu            | Bierstadt        | Sumaura       | 1998 WZ23        |
| 19  | Wesleyfraser   | Remarque        | Penco            | Toshiharu     | 1998 XB4         |
| 20  | Bagenal        | Ypres           | Pigott           | Reiland       | 1998 YB12        |
| 21  | Henja          | Arzamas         | Kubrick          | Rampo         | Dalmatin         |
| 22  | Zubov          | Fröding         | Klotz            | Mayuminarita  | 1999 AN22        |
| 23  | Vladifedorov   | Fideöja         | Zashikiwarashi   | Frazer        | Dajčić           |
| 24  | Marthahazen    | Hemse           | Hisashi          | Vladimirov    | Gaillard         |
| 25  | Rauer          | Stenkyrka       | 1997 VQ1         | Bexa          | Landfermann      |
| 26  | Sophiexeon     | Lärbro          | Seishika         | Kuragano      | Charlierouse     |
| 27  | Perozzi        | Fröjel          | Izanami          | Batens        | Klinkenberg      |
| 28  | Bonus          | Bro             | 1997 VY8         | 1991 GC1      | Wanders          |
| 29  | Hiramperkins   | Fole            | 1997 WR3         | 1991 GJ1      | van Woerden      |
| 30  | Philkeenan     | Ardre           | 1997 WU35        | Durkheim      | Martschmidt      |
| 31  | Vladarnolda    | Stanga          | 1997 WQ37        | Peterbluhm    | Pottasch         |
| 32  | Hans-Ulrich    | Lummelunda      | 1997 WR49        | Défi          | Ullischwarz      |
| 33  | Bodewits       | Gerdahorneck    | Le Creusot       | Portnoff      | Ponsen           |
| 34  | Birlan         | Joycepenner     | Sixtygarden      | Gibbon        | Tinbergen        |
| 35  | Davidgheesling | Wimhermsen      | 1998 QR37        | 1991 PG9      | Tjeerd           |
| 36  | McGaha         | Gauguin         | Aayushkaran      | 1991 PJ12     | Janwillempel     |
| 37  | Raypickard     | Thucydides      | Adzic            | 1991 RO1      | van der Kruit    |
| 38  | Tanaro         | Ohtanihiroshi   | Ananyakarthik    | 1991 RB11     | Ludolph          |
| 39  | Keet Seel      | Ronsard         | Hermann          | 1991 RK17     | van Schooten     |
| 40  | Ghillar        | Villon          | 1998 VW34        | Jostjahn      | van Swinden      |
| 41  | Parkinson      | Gotenba         | Miličević        | 1991 SC2      | van Rijckevorsel |
| 42  | Budstewart     | Sakka           | Wasserkuppe      | 1991 TQ       | Biezenzo         |
| 43  | Janegann       | Kamogawa        | Hohe Meissner    | Church        | van der Pol      |
| 44  | Squyres        | Bernardbigot    | Thüringer Wald   | 1992 CA2      | de Hevesy        |
| 45  | Dorarussell    | 1994 CK1        | Inselsberg       | 1992 DC11     | Coster           |
| 46  | Creighton      | Mukaitadashi    | Frankenwald      | Triathlon     | Siegbahn         |
| 47  | Davidchapman   | Mizugatsuka     | Amphiaraos       | Murom         | Bloembergen      |
| 48  | Grönbech       | Shirase         | Fichtelgebirge   | Poelchau      | Schawlow         |
| 49  | Vorovich       | Cavagna         | Harz             | 1992 LN       | Takuma           |
| 50  | Rayman         | 1994 PN         | Hellahaasse      | Spallanzani   | Girard           |
| 51  | Albee          | Rubens          | Mulisch          | Seiichisato   | 1975 SE          |
| 52  | Nason          | Ukichiro        | Heidigraf        | Kawamura      | Zuev             |
| 53  | Noeldetilly    | Goldman         | Westerwald       | Momotaro      | Banzan           |
| 54  | Solomin        | Tanuki          | Hunsrück         | Guillaumebudé | Vallenar         |
| 55  | Silcher        | Numaguti        | Taunus           | Kojiroharada  | Donnison         |
| 56  | Johnschroer    | Darnley         | Vredevoogd       | Rudolfsteiner | Anechka          |
| 57  | L'Obel         | Asagiri         | Garecynthia      | 1993 SL3      | Suminov          |
| 58  | Ikwilliamson   | Taroubou        | Sárneczky        | Kirchhoff     | Sfranke          |
| 59  | McCullough     | Tokara          | Osipovyurij      | 1993 TU36     | Vladichaika      |
| 60  | Amymilne       | Totoro          | 1972 TC          | 1993 VN       | Correa-Otto      |
| 61  | Ndolaprata     | Nakanoshima     | Nikdollezhalʹ    | Bunsen        | Dawilliams       |
| 62  | Kimhay         | Issunboushi     | Samoilov         | 1994 UC2      | Saxogrammaticus  |
| 63  | Erinleeryan    | Onomichi        | Vadimsimona      | 1994 UP11     | Bannister        |
| 64  | Hirosetamotsu  | Akusekijima     | Marov            | Tainai        | Jessie           |
| 65  | Greglisk       | 1995 BL2        | Gunnarsson       | Kurokawa      | Olkin            |
| 66  | Pihack         | Takarajima      | Vladishukhov     | Shozosato     | Marius-Ioan      |
| 67  | Bertuch        | Yoshiwatiso     | Giuppone         | Sayo          | Peterbus         |
| 68  | Dodoens        | Stony Ridge     | 1979 HW6         | Kozuki        | Itacuruba        |
| 69  | Fontenelle     | Ogasawara       | Tusi             | Sinden        | Krohn            |
| 70  | Liuzongli      | Petrjakeš       | Skoglöv          | Hylonome      | Bartczak         |
| 71  | Paraguay       | Takaotengu      | Dymond           | Gigli         | Marciniak        |
| 72  | Uruguay        | Humphreys       | Yuko             | Moran         | Santana-Ros      |
| 73  | Peterhiscocks  | Hanzelkazikmund | Katvolk          | MacRobert     | Thirouin         |
| 74  | Van den Berghe | Emička          | Larryevans       | Etampes       | Pecina           |
| 75  | Campeche       | Aenona          | Nathankaib       | Michiokuga    | Maxpoilâne       |
| 76  | Rogerhill      | Gaiavettori     | Matney           | Chiarini      | Los Molinos      |
| 77  | Raykoenig      | Ellison         | Micheli          | Kilimanjaro   | Lacumparsita     |
| 78  | Stanthorpe     | Iriki           | Virkki           | Ingmarbergman | Alsabti          |
| 79  | Meunier        | Ishigaki        | Rhiannonblaauw   | Lake Placid   | Yiqunchen        |
| 80  | Macevans       | 1996 EE2        | Yequanzhi        | Berwald       | Jennyblue        |
| 81  | Dantaylor      | Davidacomba     | Libourel         | Malinsmith    | Esipov           |
| 82  | Bronson        | Junkobiwaki     | Emilykramer      | Hadamard      | Dangrieser       |
| 83  | Gordonanderson | Ampère          | Cromer           | 1996 SR7      | Tomburns         |
| 84  | Rossparker     | Galvani         | Damienlemay      | 1996 TQ10     | Hecht            |
| 85  | Jekennedy      | Gaudi           | Renémichelsen    | Amaterasu     | Sarahyeomans     |
| 86  | McCurdy        | Albéniz         | Shnollia         | Romulus       | Teron            |
| 87  | Dechesne       | 1996 JV         | Smale            | Bepicolombo   | Danpeterson      |
| 88  | Digne          | Yasuoyoneda     | Saville          | Zhuguangya    | 1985 RS1         |
| 89  | Turgot         | Normanrockwell  | Geoffperry       | Robmanning    | Keinonen         |
| 90  | Sikorsky       | Suzannedodd     | Kettering        | Lenka         | 1985 VL          |
| 91  | Bandaisan      | Scottbolton     | 1985 UT          | 1997 RR3      | Chou             |
| 92  | Sasaki         | 1996 OQ1        | 1986 PM          | Brace         | Mizzi            |
| 93  | Diesel         | Nishimoto       | Pribina          | 1997 RF8      | Pulliah          |
| 94  | Eijikato       | Tonygeorge      | 1988 AA2         | 1997 SG1      | Jenniferwest     |
| 95  | Carlloewe      | Nebraska        | Hippolyta        | Jirkahorn     | 1986 RD          |
| 96  | Colleenohare   | Akiraarai       | Rominadisisto    | 1997 SW33     | 1986 RK          |
| 97  | Humbroncos     | Senigalliesi    | Lynnejones       | 1997 SX33     | 1986 RQ          |
| 98  | Jaymiematthews | Pinelli         | Jiangchuanhuang  | 1997 UP8      | Bobgent          |
| 99  | Glazebrook     | Chariklo        | 1988 VS3         | Nishiharima   | Sarty            |
| 100 | Bürgel         | Quadri          | Tanakadate       | Hakkaisan     | Nishi-koen       |
|     | 10100          | 10200           | 10300            | 10400         | 10500            |